# Horea Teculescu
Horea Teculescu (deseori scris greșit Horia Teculescu; n. 1897, Râșnov, Comitatul Brașov, Austro-Ungaria — d. 1942, Sighișoara, Județul Mureș, România) a fost un folclorist și om de cultură român, cunoscut mai ales pentru culegerea de poezii populare „Pe Mureș și pe Târnave”.
Născut într-o familie de cărturari, a urmat gimnaziul românesc din Brașov unde a fost coleg de clasă, printre alții, cu Lucian Blaga, Andrei Oțetea, D. D. Roșca.
Bacalaureatul l-a luat în anul 1914 și pentru a nu participa la Primul Război Mondial, la fel ca și Lucian Blaga și D. D. Roșca, s-a  înscris la Seminarul teologic din Sibiu, pe care l-a absolvit în 1917.
Și-a continuat studiile la Facultatea de filozofie și litere de la Budapesta și București.
După terminarea studiilor a lucrat ca profesor la Alba Iulia, unde tatăl său, Ioan Teculescu, era președintele organizației locale C.N.R. (Comitetul Național Român Central).
În 1926 a fost numit director al Liceului de băieți „Principele Nicolae” din Sighișoara, unde a lucrat până la moarte.
A avut legături de prietenie cu, printre alții, Octavian Goga, Mihail Sadoveanu, Cezar Petrescu, Ion Minulescu, Ionel Teodoreanu.
Președinte al despărțământului Târnava Mare al asociației ASTRA (Asociația Transilvană pentru lLiteratură Română și Cultura Poporului Român) (1930-1940).

## Premii și distincții
- Cavaler al ordinelor „Steaua” și „Coroana României” (1935)
- Cetățean de onoare (post mortem) al orașului Sighișoara (1997)[2]
- La Sighișoara o stradă a fost numită în cinstea lui[3]

### Lucrări
- Pe Mureș și pe Târnave. Flori înrourate, Tipografia Miron Neagu, Sighișoara, 1929, 208 p.
- Pe Târnavă-n jos... Oameni și locuri, Sighișoara, 1934 [4]
- Un ziditor de suflete: Virgil Onițiu, Tipografia Unirea, Brașov, 1936
- Ștefan cel Mare și Ardealul, Tipografia Unirea, Brașov, 1936
- V. Onițiu, un educator deschizător de suflete și ziditor de idealuri. Viața și opera, Editura Casei Școalelor, București, 1937
- Oameni și locuri din Târnava Mare,  Tipografia Miron Neagu, Sighișoara, 1933
- Trei premergători ai Unirii: Nicolae Iorga, Nicolae Filipescu, Take Ionescu
- Scriitori ca luptători pentru unirea neamului, Editura Librăriei diecezane, Arad, 62 p.
- O. Goga, Brașov, 1938
- Școala în literatura noastră; Poezia primăverii; Viața și opera lui George Coșbuc, Octavian Goga și Ilarie Chendi; Andrei Bârseanu- un îndrumător al culturii din Ardeal; Luptători pentru întregirea neamului; Filozofia socială a lui Mihai Eminescu; Brașovul în cultura românească; N. Filipescu și T. Ionescu (rămase în manuscript)
- Oameni și locuri  din Târnava Mare, Tipografia Miron Neagu, Sighișoara, 1933
- Mihai Eminescu și Ardealul, București, 1939
- Zile mari, Astra, Sibiu, 1939, 80 p.
- Educația estetică în învățământul secundar
- Circulația motivelor în poezia poporană